# Chiaglas nigripes
Chiaglas nigripes är en stekelart som beskrevs av Cameron 1902. Chiaglas nigripes ingår i släktet Chiaglas och familjen brokparasitsteklar. Inga underarter finns listade i Catalogue of Life.